# Persönliche Schutzausrüstung

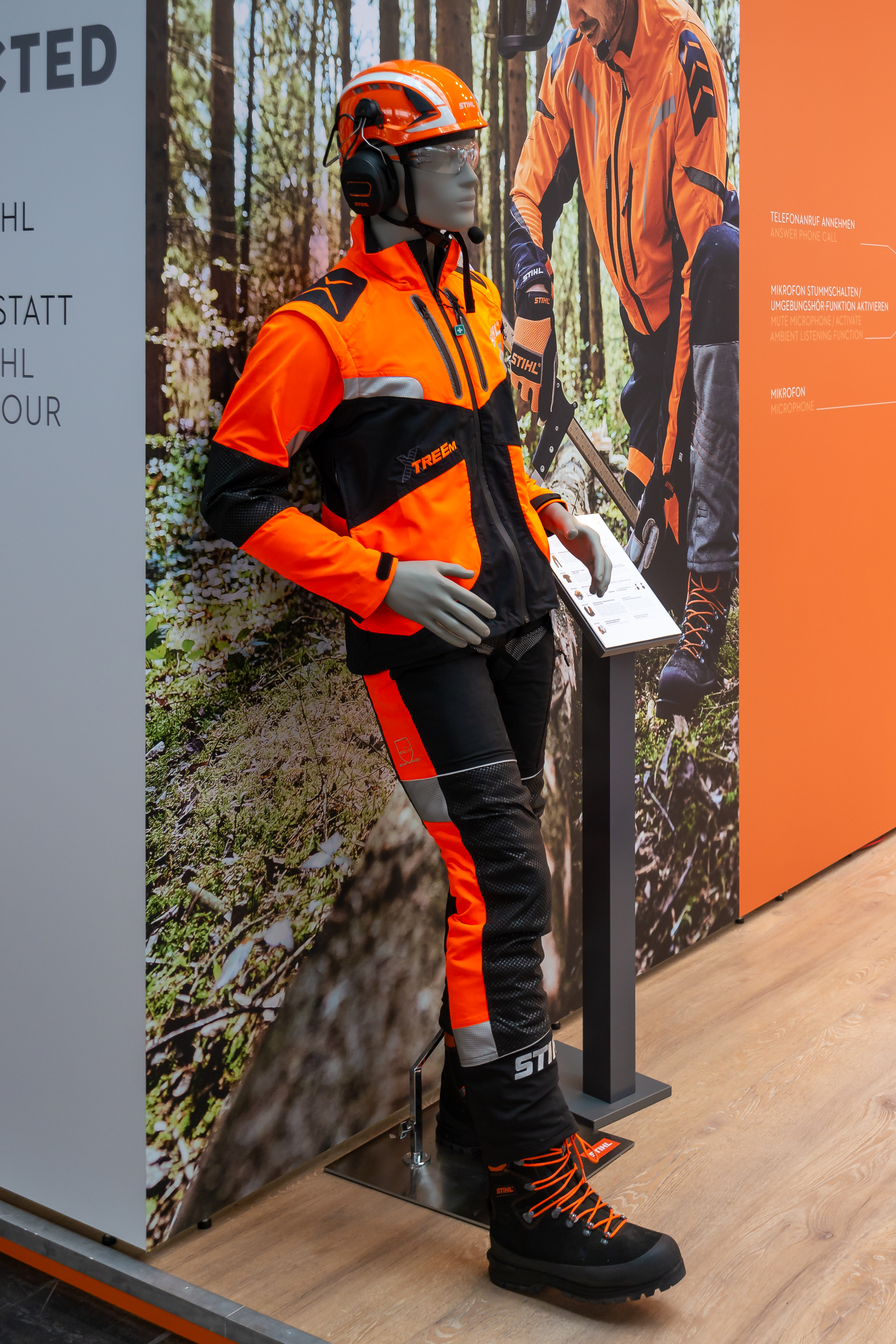
Schaufensterpuppe mit Persönlicher Schutzausrüstung für Waldarbeit

Persönliche Schutzausrüstung (PSA) bezeichnet im Arbeitsschutz und in der Verkehrssicherheit Schutzkleidung und andere Ausstattungsstücke zum Selbstschutz bei potentiell gesundheitsgefährdenden Tätigkeiten.

## Regelungen

### EU
Persönliche Schutzausrüstung ist in der Europäischen Union durch die Verordnung (EU) 2016/425 (PSA-Verordnung) mit unmittelbarem Gesetzgebungscharakter geregelt. Sie ersetzt ab dem 21. April 2018 die bis dahin geltende PSA-Richtlinie 89/686/EWG, die von den Mitgliedstaaten jeweils in nationales Recht überführt werden musste.

### Deutschland
Die Verordnung über Sicherheit und Gesundheitsschutz bei der Benutzung persönlicher Schutzausrüstungen bei der Arbeit (PSA-BV) regelt die Anwendung in Deutschland. PSA muss von Beschäftigten bei der Arbeit benutzt werden, wenn die Gefährdungsbeurteilung nach Betriebssicherheitsverordnung ein Risiko identifiziert, das mit technischen oder organisatorischen Maßnahmen nicht zu eliminieren ist.

### Schweiz
Die Verordnung über die Sicherheit von persönlichen Schutzausrüstungen (PSA-Verordnung, PSAV, SR 930.115) regelt das Inverkehrbringen, die spätere Bereitstellung auf dem Markt sowie die Anforderungen an den Entwurf und die Herstellung von persönlichen Schutzausrüstungen (Art. 1 PSAV). Im Wesentlichen wurde dabei die EU-Verordnung 2016/425 übernommen, das unten Beschriebene gilt somit auch für die Schweiz.

## Anwendungen

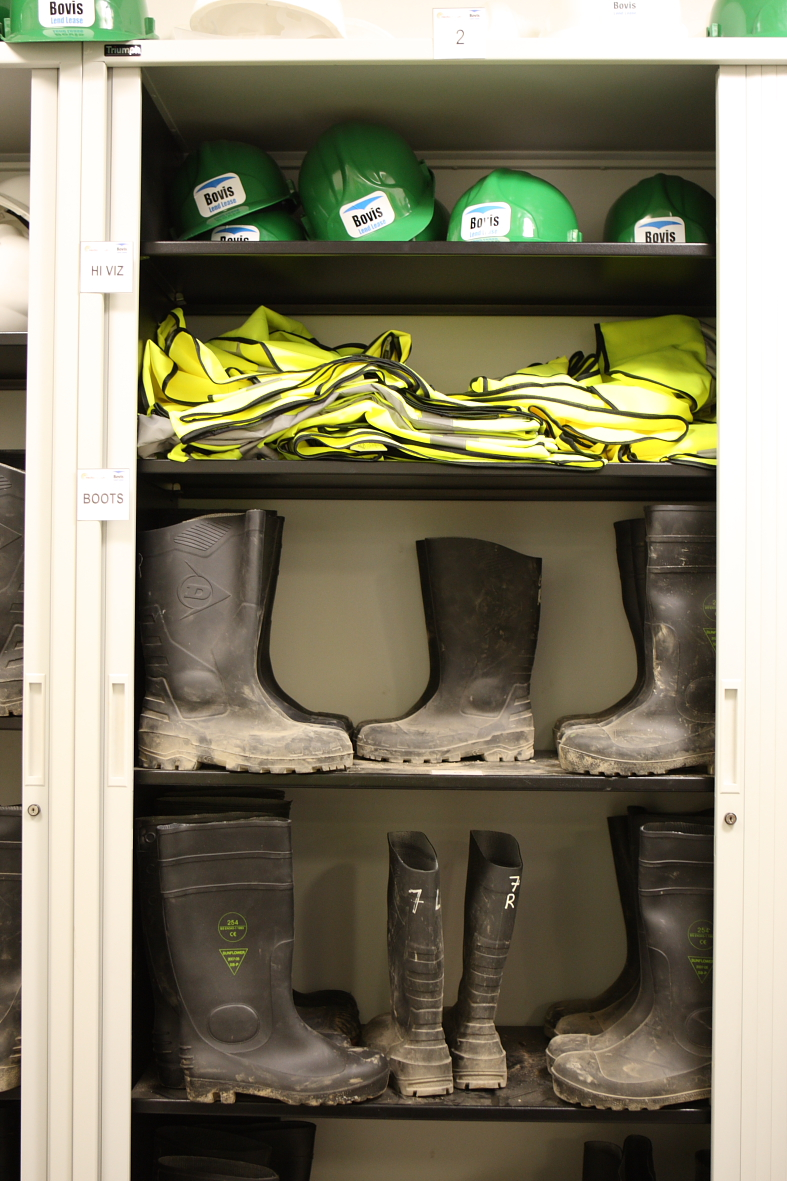
Regal mit Persönlicher Schutzausrüstung einer Baustelle

Das TOP-Prinzip aus den Unfallverhütungsvorschriften schreibt zuerst eine technische (Gefahrenvermeidung), dann organisatorische Maßnahmen (Gefahreinwirkung vom Menschen trennen oder zumindest zeitlich begrenzen) und zuletzt die persönlichen Maßnahmen (Persönliche Schutzausrüstung und Unterweisung) als klassische Maßnahmen der Arbeitssicherheit und des Gesundheitsschutzes vor. Die Verwendung von PSA ist also immer nachrangig, die sogenannte „letzte Verteidigungsline“ (aus dem Englischen last resort).
Persönliche Schutzausrüstungen finden Verwendung im gesamten gewerblichen Bereich, im Gesundheitsdienst und bei hoheitlichen Organisationen wie Polizei und Militär. Aber auch in der Freizeit oder beim Sport können sie ein potentielles Verletzungsrisiko senken,
wie z. B. Helm, Rettungsweste oder Schutzbrille. Sie müssen den grundlegenden Anforderungen des Anhangs II der Richtlinie 89/686/EWG, spätestens ab dem 21. April 2019 den grundlegenden Anforderungen der Verordnung 2016/425/EU, entsprechen. Harmonisierte Normen, die von der Europäischen Kommission veröffentlicht wurden, geben konkrete Anforderungen an die jeweiligen Produkte vor.
Hierbei unterliegt die Pflicht zur Verwendung von Beschäftigten, im Gegensatz zur privaten Anwendung im Freizeit oder Sportbereich, den Vorgaben der Unfallversicherungsträger. Ausgenommen davon sind die in der PSA-BV in §1 Abs(3) aufgeführten Anwendungen:
1. Arbeitskleidung und Uniformen, die nicht speziell der Sicherheit und dem Gesundheitsschutz der Beschäftigten dienen,
2. Ausrüstungen für Not- und Rettungsdienste,
3. persönliche Schutzausrüstungen für die Bundeswehr, den Zivil- und Katastrophenschutz, die Polizeien des Bundes und der Länder sowie sonstige Einrichtungen, die der öffentlichen Sicherheit oder der öffentlichen Ordnung dienen,
4. persönliche Schutzausrüstungen für den Straßenverkehr, soweit sie verkehrsrechtlichen Vorschriften unterliegen,
5. Sportausrüstungen,
6. Selbstverteidigungs- und Abschreckungsmittel,
7. tragbare Geräte zur Feststellung und Signalisierung von Gefahren und Gefahrstoffen.

Für diese Bereiche gelten, sofern gewerblich/beruflich, branchenspezifische Vorschriften für den PSA-Einsatz.

## Kategorien
Eine Unterteilung der PSA kann in verschiedene Kategorien erfolgen. Diese zeigen die Risiken auf, vor der die PSA schützen soll. Je höher die Kategorie, desto anspruchsvoller sind die Konformitätsbewertungsverfahren, die ein Hersteller durchführen muss. Für Produkte der Kategorie II ist eine EU-Baumusterprüfung durch eine notifizierte Stelle erforderlich. Bei PSA der Kategorie III muss aufgrund des hohen Risikos eine notifizierte Stelle für die EU-Baumusterprüfung und für die Überwachung eingebunden werden. Freiwillige Prüfzeichen (z. B. das GS-Zeichen) können nur für PSA der Kategorie I und II verwendet werden. Für die Kategorie III sind die Inhalte der Zertifizierungsverfahren bei der CE-Kennzeichnung und dem GS-Zeichen vergleichbar. Daher wird Letzteres für Produkte der Kategorie III nicht benutzt.
Nur bei Vorliegen einer EU-Baumusterprüfbescheinigung ist der Hersteller einer PSA berechtigt und verpflichtet, die CE-Kennzeichnung auf seinem Produkt anzubringen. Handelt es sich dabei um PSA der Kategorie III, so wird dem CE-Zeichen die Registrierungsnummer der notifizierten Stelle angefügt, die die laufende Fertigung des Herstellers überwacht.

### Kategorie I
Abschließende Liste, Schutz gegen:
- oberflächliche mechanische Verletzungen
- Kontakt mit schwach aggressiven Reinigungsmitteln oder längerer Kontakt mit Wasser;
- Kontakt mit heißen Oberflächen, deren Temperatur 50 °C nicht übersteigt;
- Schädigung der Augen durch Sonneneinstrahlung (außer bei Beobachtung der Sonne);
- Witterungsbedingungen, die nicht von extremer Art sind.

### Kategorie II
Hierzu zählen alle PSA, die weder in Kategorie I noch in Kategorie III einzustufen sind, Beispiele:
- Standard-Schutz bei mechanischen Risiken (z. B. Fahrradhelme, Arbeitshandschuhe, Sicherheitsschuhe)
- Schwimmhilfen wie z. B. Schwimmflügel

### Kategorie III
Abschließende Liste, Schutz gegen:
- gesundheitsgefährdende Stoffe und Gemische;
- Atmosphären mit Sauerstoffmangel;
- schädliche biologische Agenzien;
- ionisierende Strahlung;
- warme Umgebung, die vergleichbare Auswirkungen hat wie eine Umgebung mit einer Lufttemperatur von 100 °C oder mehr;
- kalte Umgebung, die vergleichbare Auswirkungen hat wie eine Umgebung mit einer Lufttemperatur von – 50 °C oder weniger;
- Stürze aus der Höhe;
- Stromschlag und Arbeit an unter Spannung stehenden Teilen;
- Ertrinken;
- Schnittverletzungen durch handgeführte Kettensägen;
- Hochdruckstrahl;
- Verletzungen durch Projektile oder Messerstiche;
- schädlicher Lärm.

### Kategorisierung und Hilfsmittel dazu
Die Kategorisierung von persönlicher Schutzausrüstung erfolgte bis zum 20. April 2018 durch die europäische Richtlinie 89/686/EWG. Seit dem 21. April 2018 ist diese Richtlinie aufgehoben und wurde durch die Verordnung 2016/425/EU ersetzt. Die sogenannten PSA-Leitlinien der Europäischen Kommission legen die Verordnung aus bzw. erläutern sie näher und nehmen teilweise produktspezifisch Einstufungen in die Kategorien vor.
Als Hilfsmittel ruft das PPE Portrait Projekt in Zusammenhang mit dem Ebolavirus und der COVID-19-Pandemie dazu auf, durch ein Porträt auf der PSA den Träger menschlicher wirken zu lassen.

## Spezielle PSA
Es gibt eine ganze Reihe spezifischer PSA.
Diese sind unter Kategorie:Persönliche Schutzausrüstung zu finden. Für die medizinische Versorgung von Personen, die mit Erregern einer übertragbaren Krankheit infiziert sind, wird die PSA je nach Übertragungsweg der unterschiedlichen Erreger zusammengestellt, wie z. B. die Infektionsschutzkleidung bei COVID-19.

## Kombination von persönlichen Schutzausrüstungen
An vielen Arbeitsplätzen müssen gleichzeitig verschiedene Arten von PSA benutzt werden, da Schutz gegen mehrere Einwirkungen und/oder für mehrere Bereiche des Körpers nötig ist. Dabei dürfen sich die PSA in ihrer Schutzwirkung nicht durch Wechselwirkungen gegenseitig beeinträchtigen. Der Arbeitgeber muss im Rahmen der Gefährdungsbeurteilung die Kompatibilität der PSA und die Gefährdung, die durch die Kombination mehrerer PSA entstehen kann, bewerten. Dabei kann eine Zusammenstellung von bereits vorliegenden Erkenntnissen hilfreich sein. Zu berücksichtigen sind ebenfalls die Angaben der Hersteller.

## Normative und rechtliche Verweise

### Anforderungen an persönliche Schutzausrüstungen
In der Bundesrepublik Deutschland dienten das Produktsicherheitsgesetz (ProdSG) und die Achte Verordnung zum Produktsicherheitsgesetz (Verordnung über die Bereitstellung von persönlichen Schutzausrüstungen auf dem Markt) (8. ProdSV) der Umsetzung der Richtlinie 89/686/EWG des Rates vom 21. Dezember 1989 zur Angleichung der Rechtsvorschriften der Mitgliedstaaten für persönliche Schutzausrüstungen (ABl. L 399 vom 30. Dezember 1989, S. 18–38) in deutsches Recht; sie enthalten entsprechende Bestimmungen zu persönlichen Schutzausrüstungen. Die 8. ProdSV wurde auf Grund des § 120e Absatz 1 GewO in der Fassung der Bekanntmachung vom 1. Januar 1987 BGBl. I S. 425 in Verbindung mit Art. 129 GG – diesbezüglich inzwischen ersetzt durch § 8 Absatz 1 des ProdSG – vom Bundesminister für Arbeit und Sozialordnung im Einvernehmen mit dem Bundesminister für Wirtschaft erlassen. Von den Mitgliedstaaten mitgeteilte nationale Umsetzungsmaßnahmen betreffend die Richtlinie 89/686/EWG des Rates vom 21. Dezember 1989 zur Angleichung der Rechtsvorschriften der Mitgliedstaaten für persönliche Schutzausrüstungen sind in einer Sammlung in EUR-Lex zusammengestellt, wobei alle von den Mitgliedstaaten im Rahmen der Umsetzung des Unionsrechts in nationales Recht übermittelten Informationen auf dieser Seite unter die alleinige Verantwortung der Mitgliedstaaten fallen (sie sind daher möglicherweise veraltet, unvollständig oder fehlerhaft).
- Richtlinie 89/686/EWG: Die Richtlinie 89/686/EWG wurde mit Wirkung ab dem 21. April 2018 aufgehoben (durch die Verordnung (EU) 2016/425). Die Mitgliedstaaten dürfen die Bereitstellung auf dem Markt von Produkten, die unter die Richtlinie 89/686/EWG fallen, der genannten Richtlinie entsprechen und vor dem 21. April 2019 in Verkehr gebracht wurden, nicht behindern. Gemäß der Richtlinie 89/686/EWG ausgestellte EG-Baumusterprüfbescheinigungen und Zulassungen gelten bis zum 21. April 2023, sofern sie nicht vor diesem Zeitpunkt ungültig werden.
  - 2017/C 344/01: Mitteilung der Kommission im Rahmen der Durchführung der Richtlinie 89/686/EWG des Rates zur Angleichung der Rechtsvorschriften der Mitgliedstaaten für persönliche Schutzausrüstungen (Veröffentlichung der Titel und der Bezugsnummern der harmonisierten Normen im Sinne der Harmonisierungsrechts-vorschriften der EU) und 2017/C 362/06: Berichtigung der Mitteilung der Kommission im Rahmen der Durchführung der Richtlinie 89/686/EWG des Rates vom 21. Dezember 1989 zur Angleichung der Rechtsvorschriften der Mitgliedstaaten für persönliche Schutzausrüstungen. In: Amtsblatt der Europäischen Union, C 344, vom 13. Oktober 2017
  - Benannte Stellen (Notified Bodies) zur Richtlinie 89/686/EWG Persönliche Schutzausrüstungen im Nando (New Approach Notified and Designated Organisations) Information System der Europäischen Kommission (englisch)

Die Verordnung (EU) 2016/425 des Europäischen Parlaments und des Rates vom 9. März 2016 über persönliche Schutzausrüstungen und zur Aufhebung der Richtlinie 89/686/EWG des Rates gilt ab dem 21. April 2018 vollumfänglich und regelt zusammen mit dem PSA-Durchführungsgesetz (in Deutschland) das Inverkehrbringen von persönlicher Schutzausrüstung.
- Notifizierte Stellen (Notified Bodies) zur Verordnung (EU) 2016/425 Persönliche Schutzausrüstungen im Nando (New Approach Notified and Designated Organisations) Information System der Europäischen Kommission (englisch)

### Vorschriften zur Benutzung persönlicher Schutzausrüstungen
In der Bundesrepublik Deutschland dient die PSA-Benutzungsverordnung (PSA-BV) in Verbindung mit dem Arbeitsschutzgesetz (ArbSchG), sowie – für den Bereich des Bergrechts – die Allgemeine Bundesbergverordnung (ABBergV) (insbesondere deren § 18 in Verbindung mit § 3 Absatz 1 Satz 5 Nr. 1 in Verbindung mit § 2 Absatz 1 Satz 1 und 2), der Umsetzung der Richtlinie 89/656/EWG des Rates vom 30. November 1989 über Mindestvorschriften für Sicherheit und Gesundheitsschutz bei Benutzung persönlicher Schutzausrüstungen durch Arbeitnehmer bei der Arbeit (ABl. EG Nr. L 393 S. 18); sie enthalten entsprechende Bestimmungen zur Benutzung persönlicher Schutzausrüstungen. Die PSA-BV wurde auf Grund des § 19 (in Verbindung mit § 18) des ArbSchG vom 7. August 1996 (BGBl. I S. 1246) von der Bundesregierung erlassen. Von den Mitgliedstaaten mitgeteilte nationale Umsetzungsmaßnahmen betreffend die Richtlinie 89/656/EWG des Rates vom 30. November 1989 über Mindestvorschriften für Sicherheit und Gesundheitsschutz bei Benutzung persönlicher Schutzausrüstungen durch Arbeitnehmer bei der Arbeit (Dritte Einzelrichtlinie im Sinne des Artikels 16 Absatz 1 der Richtlinie 89/391/EWG) sind in einer Sammlung in EUR-Lex zusammengestellt, wobei alle von den Mitgliedstaaten im Rahmen der Umsetzung des Unionsrechts in nationales Recht übermittelten Informationen auf dieser Seite unter die alleinige Verantwortung der Mitgliedstaaten fallen (sie sind daher möglicherweise veraltet, unvollständig oder fehlerhaft).